# Love Insurance
Love Insurance er en amerikansk stumfilm fra 1919 af Donald Crisp.

## Medvirkende
- Bryant Washburn som Dick Minot
- Lois Wilson som Cynthia Meyrick
- Theodore Roberts som Spencer Meyrick
- Frances Raymond som Mary Meyrick
- Frank Elliott som Allan Harrowby